# 新加坡巴士服务

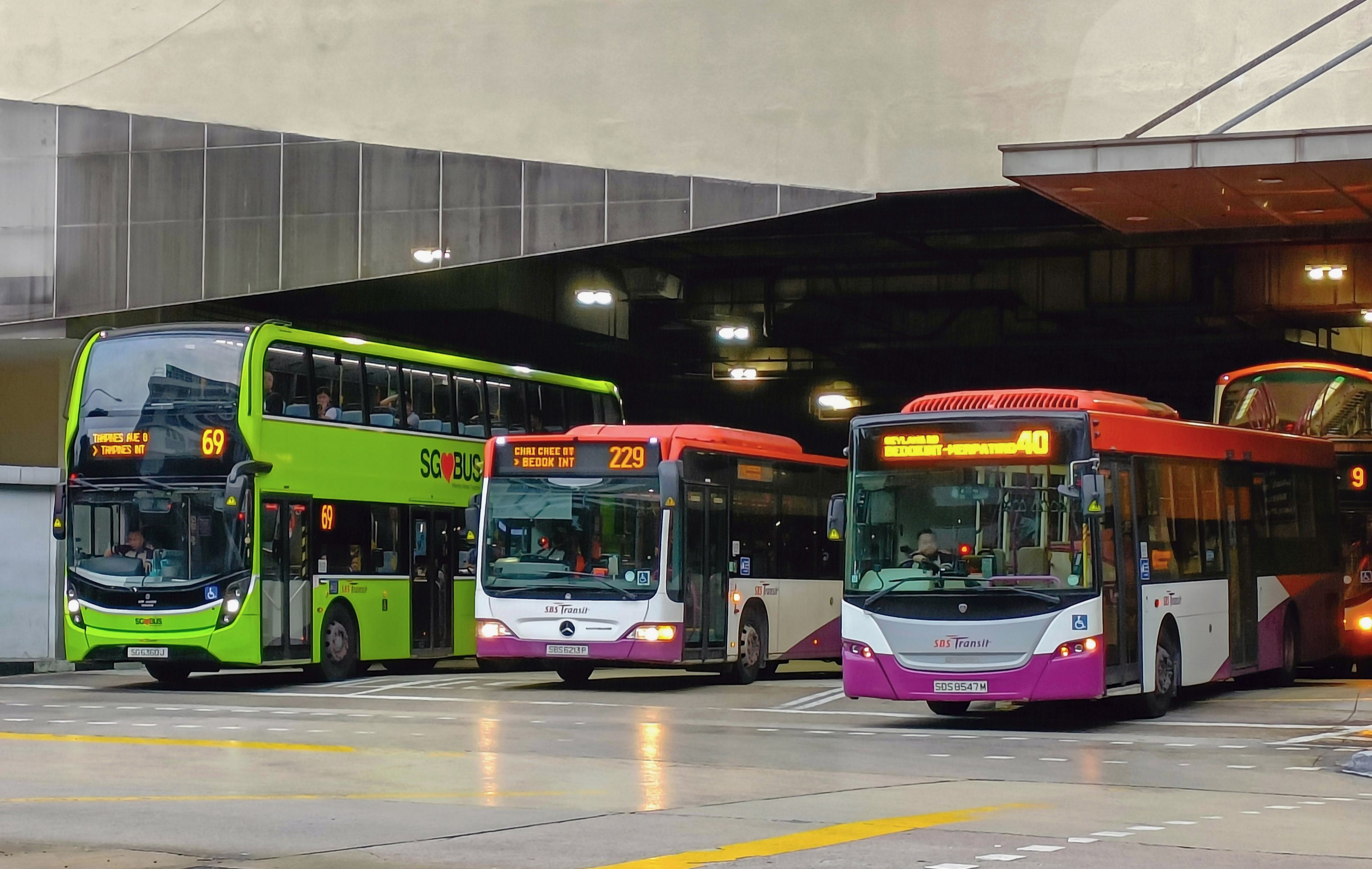
新加坡巴士

巴士是新加坡公共交通重要的一環，全島共有超過300條路線，每天乘客3百萬人次，主要服務商為新捷運和SMRT巴士。

## 歷史

### 最初时期

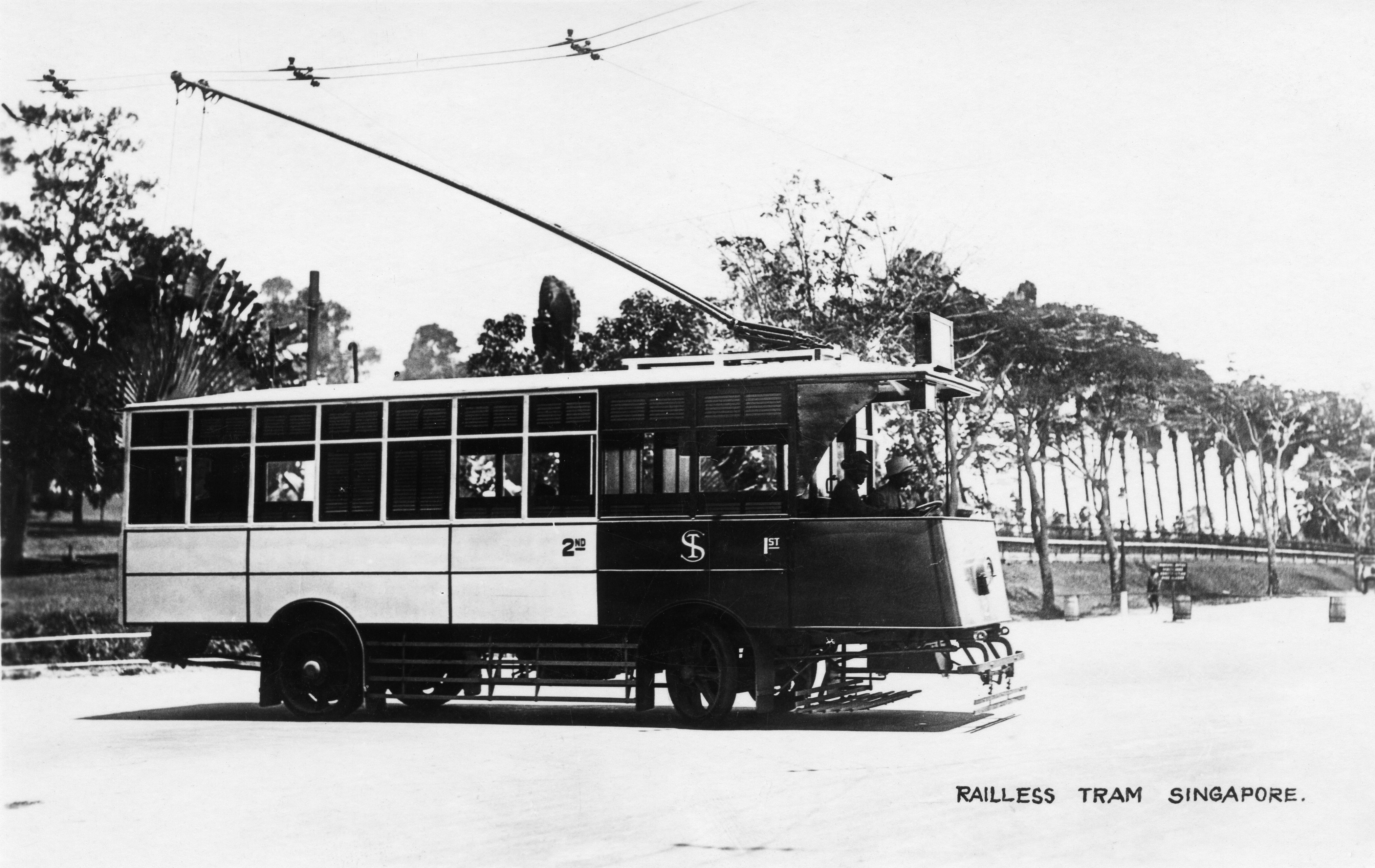
一辆新加坡电车公司的有轨电车

新加坡电车公司（Singapore Traction Company, STC）在1925年根据新加坡电车公司条例 (Singapore Traction Company Ordinance of 1925) 成立以取代有轨电车，引进了无轨电车。第一批无轨电车在1926年8月14日开始在加东和市区的丹戎巴葛之间运行，而有轨电车则在1927年起逐步淘汰。截至当年9月30日，共有66辆无轨电车行驶于6条路线上。1929年，新加坡电车公司引入了7辆丹尼斯G型巴士。
然而，新加坡电车公司面临着使用私人改装的福特T型车进行非正式公共交通的“蚊子巴士”的激烈竞争。这些“蚊子巴士”的鲁莽驾驶导致政府对它们进行了严格的管制，包括要停靠在固定的站点（1923年）和进行限速（1927年）。到1935年，“蚊子巴士”被更加正规的公交服务所取代，前“蚊子巴士”车主成立了所谓的华人巴士公司，这些华人经营的巴士连接新加坡农村地区和城镇，而不是新加坡电车公司的城内服务。
在第二次世界大战的日本占领期间，所有巴士运营业务被暂时统一在“昭南市电”下进行，由于燃料短缺，一些巴士被改为使用木炭作为动力。

### 战后时期
在战争结束后，英国军政府（BMA）成立，负责监督其马来亚和新加坡殖民地的英国机构的重建。在BMA的领导下，新加坡电车公司逐渐恢复了正常运营，许多破旧的巴士车队被新的亞比安汽车制造的巴士取代，而华人巴士公司则也购买新的巴士以替换旧的车队。另一方面，无轨电车的运营规模也被缩小了，并最终于1962年被淘汰，并被新的五十鈴制造的燃油动力巴士所取代。
然而，20世纪50年代对新加坡电车公司和华人巴士公司来说都是困难时期。在20世纪50年代高度政治化的环境下，许多工人因对劣质工作条件的不满加入了劳工工会。劳工动荡导致交通瘫痪，其中两起臭名昭著的事件是1955年的福利巴士骚乱和1956年长达146天的大罢工，后者加速了STC的衰落，当中国巴士公司在市区建立替代巴士服务时。在此期间，非法出租车也盛行起来，为被滞留的通勤者提供了一种缓解交通不便的问题的解决方案方式，尽管它们也以不安全的驾驶行为而臭名昭著，并导致巴士公司和合法出租车司机遭受巨大的损失。
这一系列问题直接导致由伦敦交通管理局的L.C.霍金斯先生领导的五位专员于1956年发布了一份建议公共交通国有化的报告，但政府之后并没有采取太多行动。

### 重组和合并
1965年新加坡独立后，政府发布了一份关于如何对公交服务进行全面改革的报告。紧接着，澳大利亚运输顾问R.P.威尔逊发表了《威尔逊报告》，他不仅重申了公交运输合理化的必要性，还提供了有关公交路线、班次、票价、车辆规格、公交站和终点站设计以及维护标准的详细建议。
1971年，10家华人巴士公司进行重组，并合并为三家公司，分别为服务西部的新加坡综合巴士（Amalgamated Bus Company），新加坡联合公共汽车 （Associated Bus Services）以及新加坡联合汽车（United Bus Company），而新加坡电车公司由于经营困难，最终于同年结业。然而，服务质量并没有改善，三家公司也经常接到乘客的投诉。最终，新加坡政府于1973年成功劝说三家公司合并，成为新加坡巴士公司（新巴，Singapore Bus Services, SBS）。
新巴从其前身继承了许多问题，包括使用14种非标准巴士车型，经常发生故障，员工素质差，基础设施不足等。因此，政府于1974年派驻一组官员进行公司内的管理和文化改革。新巴彻底替换了旧车队，购买了许多新巴士，并引入了严格的维护制度，极大地提高了巴士的可靠性。同时引入了新的纪律准则，使得1979年到1983年间的投诉量减少了一半。
在1975年，为了减少人力成本，新巴引入了单人操作并收取单一票价，之后于1982年又引入了单人操作售票系统（OTS），而售票员的职业于1984年正式废除。
SBS于1977年引入利兰亚特兰大双层巴士，并将其在86路线投入服务。

### 设立八达巴士
为了避免新巴垄断市场，以及让SBS保持竞争状态，政府于1982年设立另外一个名为八达巴士的运营商，运营兀兰及义顺的公交线路。
1984年，新巴開辦首條空調巴士路線 - 168來往宏茂橋及烏節，以8輛梅賽德斯-奔馳O303單層巴士營運。
1995年，新加坡政府為了增強巴士服務的競爭力，將新巴在東北地區盛港和榜鵝經營的17條巴士路線交由八達巴士營運。但在1999年，新巴投得地鐵東北線的經營權，政府為了協調巴士和鐵路資源，將八達巴士在東北地區盛港和榜鵝經營的巴士路線交由新巴營運。同時，新巴需要將西北地區蔡厝港和武吉巴督的巴士路線交由八達巴士營運。

### 21世纪的发展
21世纪初，新巴投得地鐵東北線以及盛港，榜鹅轻轨线的經營權，并重命名为新捷运。同年，八达巴士被SMRT集团收购，并于2004年更名为SMRT巴士。
2002年，政府正式推出可在巴士上付车费的易通卡。同年，大巴窑巴士转换站投入运营，成为第一个拥有室内空调的巴士转换站。
2006年，第一种无障碍巴士（沃尔沃B9TL）在21路线上投入服务。从此以后，新加坡引入的所有巴士采用低地台无障碍设计。
陆路交通管理局从2009年起担任公交网络规划机构的角色，与社区和公交运营商合作，找出公交改进的领域，并采取整体方法规划公交网络，同时考虑到快速交通系统网络和其他交通基础设施的发展。
由于对现有运营模式的批评的声音越来越大，公交系统的压力越来越大，陆路交通管理局 推出了公交服务增强计划 (BSEP)，仅在总体趋势范围内新增和扩展了 80 条公交线路，并增购了1000辆政府资助的公交车，包括沃尔沃B9TL、梅赛德斯-奔驰Citaro、亚历山大丹尼斯Enviro500和MAN A22公交车。 历时五年推出。 2013年，最后一辆非空调公共巴士（两轴富豪奥林匹克）退役，从此实现公交系统全面空调化。
2014年，政府宣布从2016年起将以巴士承包模式 (Bus Contracting Model, BCM) 取代现有的运营模式。 LTA 以 柏斯的公交运营模式为蓝本，结合伦敦巴士的竞争性招标模式，将拥有所有巴士资产，并将其以区域包的形式出租给不同的巴士运营商，为期五年。 其中，武林区域包被授予易塔通，而罗央区域包被授予前进巴士。两家公司均于 2016 年开始运营。到 2016 年 9 月，整个公共巴士系统已完全过渡到 BCM，新捷运和SMRT与陆路交通管理局签署协议，将在2021年至2026年之前运营剩余的区域包，之后将逐步开放竞争性招标。
另外，政府宣布在新的巴士承包模式下，所有新的公共巴士都将涂上统一的浓绿色涂装，而其余巴士也将逐渐翻喷成该绿色涂装。
随着最后一辆非低地台巴士于2020年退役，新加坡所有巴士为无障碍巴士，正式实现公交系统全面低地台化。
除了柴油巴士，陆路交通管理局于2018年引入富豪B5LH混合动力巴士，并从2020年起开始引入电动巴士，其中包括比亚迪K9，宇通E12和E12DD，以实现2040年巴士系统全面电动化的目标。最后一辆柴油巴士与2022年出牌投入服务。

## 車輛型號
以下为目前在新加坡运行的巴士型号。
| 车型                 | 运营商                     | 购入数量                         | 服务年份   | 备注                                 | 图片 | 来源   |
| -------------------- | -------------------------- | -------------------------------- | ---------- | ------------------------------------ | ---- | ------ |
| 比亚迪C6             | 易塔通                     | 4                                | 2019年至今 | 只在825路运营                        |      | [ 12 ] |
| 比亚迪K9             | 新捷运                     | 20                               | 2020至今   |                                      |      | [ 13 ] |
| 比亚迪B12            | 新捷运                     | 1                                | 2023年至今 | 样版车                               |      | [ 14 ] |
| 比亚迪BC12A04        | 新捷运                     | 300                              | 2024年至今 | 量产车，由珠海广通组装车身           |      | [ 15 ] |
| Linkker LM312        | 新捷运，SMRT巴士           | 20                               | 2021年至今 |                                      |      | [ 16 ] |
| MAN A22              | 所有运营商                 | 734辆(欧五引擎), 150辆(欧六引擎) | 2010年至今 | 20辆已转售私人运营商                 |      | [ 17 ] |
| 梅赛德斯-奔驰Citaro  | 所有运营商                 | 1155                             | 2010年至今 |                                      |      | [ 18 ] |
| 梅赛德斯-奔驰OC500LE | SMRT巴士，易塔通           | 134                              | 2008年至今 | 东南亚第一款拥有欧五引擎的巴士       |      | [ 19 ] |
| 斯堪尼亚K230UB       | 新捷运，SMRT巴士           | 501（欧四引擎）, 600（欧五引擎） | 2007年至今 | 部分配欧四引擎的车辆于2022年提早退役 |      | [ 20 ] |
| 富豪B5LH             | 新捷运，SMRT巴士，易塔通   | 50                               | 2018年至今 |                                      |      | [ 21 ] |
| 宇通E12              | 前进巴士，SMRT巴士，易塔通 | 10                               | 2020年至今 |                                      |      | [ 22 ] |
| 中通N12              | 新捷运                     | 120                              | 2024年至今 |                                      |      | [ 15 ] |

| 车型                           | 运营商                     | 购入数量                         | 服务年份   | 备注                   | 图片 | 来源   |
| ------------------------------ | -------------------------- | -------------------------------- | ---------- | ---------------------- | ---- | ------ |
| 亚历山大丹尼士Enviro500 MMC    | 新捷运，SMRT巴士，易塔通   | 216辆(欧五引擎), 50辆(欧六引擎)  | 2014年至今 |                        |      | [ 23 ] |
| MAN A95                        | 所有运营商                 | 199辆(欧五引擎), 412辆(欧六引擎) | 2014年至今 |                        |      | [ 24 ] |
| 斯堪尼亞K310UD                 | 新捷运                     | 1                                | 2010年至今 | 样版车                 |      | [ 25 ] |
| 富豪B9TL（顺丰车身）           | 新捷运                     | 1                                | 2014年至今 | 顺丰车身样版车         |      | [ 26 ] |
| 富豪B9TL（莱特日蚀双子星车身） | 所有运营商                 | 1606                             | 2010年至今 | 新加坡最常见的巴士车型 |      | [ 27 ] |
| 宇通E12DD                      | 前进巴士，SMRT巴士，易塔通 | 10                               | 2020年至今 |                        |      | [ 28 ] |

| 车型    | 运营商                   | 购入数量 | 服务年份   | 备注                       | 图片 | 来源   |
| ------- | ------------------------ | -------- | ---------- | -------------------------- | ---- | ------ |
| MAN A24 | 新捷运，SMRT巴士，易塔通 | 40       | 2013年至今 | 新加坡目前唯一一款铰接巴士 |      | [ 29 ] |

## 巴士路線
- 新加坡巴士路線列表（英语：List of bus routes in Singapore）

## 延伸閱讀
Ilsa Sharp, (2005), SNP:Editions, The Journey - Singapore's Land Transport Story. ISBN 981-248-101-X
1. 1 2 3 4  York, F W; Phillips, A R. . Croydon, Surrey, UK: DTS Publishing. 1996. ISBN 1-900515-00-8.
2. ↑  .   [2023-03-11]. （原始内容存档于2018-07-27）.
3. 1 2 3 4  . Biblioasia.   [2023-03-11]. （原始内容存档于2020-02-23）.
4. 1 2  Teo, Eisen. . Singapore: Marshall Cavendish. 2019. ISBN 9789814828741.
5. ↑  . The Straits Times (Singapore). 11 June 1977: 9  [3 October 2019]. （原始内容存档于2023-03-10） –NewspaperSG.
6. ↑  Yung, Stanley. . BSI Hobbies (HK). 2017. ISBN 978-962-8414-88-8.
7. ↑  . www.lta.gov.sg.   [2023-03-11]. （原始内容存档于2023-03-11）.
8. ↑  Auto, Hermes. . www.straitstimes.com. 2017-12-09  [2023-03-11]. （原始内容存档于2023-03-11） （英语）.
9. ↑  Auto, Hermes. . www.straitstimes.com. 2016-03-11  [2023-03-11]. （原始内容存档于2023-03-11） （英语）.
10. ↑  . https://www.electrive.com/.   [2023-03-11]. （原始内容存档于2023-03-11） （美国英语）.
11. ↑  . www.lta.gov.sg.   [2023-03-11]. （原始内容存档于2023-03-14）.
12. ↑  . landtransportguru.net. Land Transport Guru.   [25 December 2020]. （原始内容存档于2021-05-11）.
13. ↑  . landtransportguru.net. Land Transport Guru.   [25 December 2020]. （原始内容存档于2023-04-04）.
14. ↑  . Land Transport Guru. 2023-07-23  [2023-10-27]. （原始内容存档于2023-10-27） （美国英语）.
15. 1 2  Kok, Yufeng. . 海峡时报. 2024-10-24  [2024-12-19]. （原始内容存档于2025-05-12） （英语）.
16. ↑  . landtransportguru.net. Land Transport Guru.   [25 December 2020]. （原始内容存档于2021-04-15）.
17. ↑  . landtransportguru.net. Land Transport Guru.   [2023-04-07]. （原始内容存档于2023-04-05）.
18. ↑  . landtransportguru.net. Land Transport Guru.   [25 December 2020]. （原始内容存档于2023-04-04）.
19. ↑  . landtransportguru.net. Land Transport Guru.   [25 December 2020]. （原始内容存档于2023-04-05）.
20. ↑  . landtransportguru.net. Land Transport Guru.   [25 December 2020]. （原始内容存档于2023-04-04）.
21. ↑  . landtransportguru.net. Land Transport Guru.   [25 December 2020]. （原始内容存档于2023-04-04）.
22. ↑  . landtransportguru.net. Land Transport Guru.   [25 December 2020]. （原始内容存档于2023-04-05）.
23. ↑  . landtransportguru.net. Land Transport Guru.   [25 December 2020]. （原始内容存档于2023-04-05）.
24. ↑  . landtransportguru.net. Land Transport Guru.   [25 December 2020]. （原始内容存档于2023-04-04）.
25. ↑  . landtransportguru.net. Land Transport Guru.   [25 December 2020]. （原始内容存档于2023-04-04）.
26. ↑  . landtransportguru.net. Land Transport Guru.   [25 December 2020]. （原始内容存档于2023-04-04）.
27. ↑  . landtransportguru.net. Land Transport Guru.   [25 December 2020]. （原始内容存档于2023-04-04）.
28. ↑  . landtransportguru.net. Land Transport Guru.   [25 December 2020]. （原始内容存档于2023-04-04）.
29. ↑  . landtransportguru.net. Land Transport Guru.   [25 December 2020]. （原始内容存档于2023-04-04）.